# Steriphopus ritigalensis
Espèce
Steriphopus ritigalensis est une espèce d'araignées aranéomorphes de la famille des Palpimanidae.

## Distribution
Cette espèce est endémique de la province du Centre-Nord au Sri Lanka,. Elle se rencontre dans le district d’Anuradhapura dans la réserve naturelle de Ritigata.

## Description
Le mâle holotype décrit par Marusik et Zonstein en 2018 sous le nom Steriphopus macleayi mesure 2,75 mm et la femelle paratype 3,4 mm,.

## Systématique et taxinomie
Cette espèce a été décrite par Benjamin en 2024.

## Étymologie
Son nom d'espèce, composé de ritiga[ta](l) et du suffixe latin -ensis, « qui vit dans, qui habite », lui a été donné en référence au lieu de sa découverte, la réserve naturelle de Ritigata.

## Publication originale
- Benjamin, 2024 : « Palp-footed spiders of Sri Lanka with descriptions of six new species (Araneae: Palpimanidae). » ZooNova, vol. 40, p. 1-23.